# Titularbistum Sebela
Sebela ist ein Titularbistum der römisch-katholischen Kirche.
Es geht zurück auf ein früheres Bistum der gleichnamigen antiken Stadt in der kleinasiatischen Landschaft Kilikien (spätantike römische Provinz Isauria) in der heutigen Türkei, das der Kirchenprovinz Seleucia in Isauria angehörte.
| Titularbischöfe von Sebela |                          |                                                 |                 |                   |
| Nr.                        | Name                     | Amt                                             | von             | bis               |
| 1                          | Louis Prosper Durand OFM | Apostolischer Vikar von Chefoo (Republik China) | 14. Juni 1938   | 11. April 1946    |
| 2                          | Joseph Rodgers           | Koadjutorbischof von Killaloe (Irland)          | 10. Januar 1948 | 29. Oktober 1955  |
| 3                          | Pierre Kimbondo          | Weihbischof in Kisantu (Belgisch-Kongo)         | 9. August 1956  | 24. Juni 1961     |
| 4                          | Oddo Bernacchia          | emeritierter Bischof von Termoli (Italien)      | 19. März 1962   | 13. November 1964 |